# Xyela graeca
Xyela graeca is een vliesvleugelig insect uit de familie van de Xyelidae. De wetenschappelijke naam van de soort is voor het eerst geldig gepubliceerd in 1876 door J. P. E. F. Stein.